# Rafael Sánchez Ferlosio
Rafael Sánchez Ferlosio (ur. 4 grudnia 1927 w Rzymie, zm. 1 kwietnia 2019 w Madrycie) – hiszpański pisarz.
Przyczynił się do przebudzenia literatury hiszpańskiej po zakończeniu wojny domowej, pracował z takimi pisarzami jak Juan Goytisolo czy Ana María Matute. W 2004 otrzymał Nagrodę Cervantesa.
Jego ojciec był założycielem i przywódcą Falangi.

## Dzieła
- Industrias y andanzas de Alfanhuí (1951)
- El Jarama (1955)
- Las semanas del jardín (1974)
- Mientras no cambien los dioses, nada ha cambiado (1986)
- El testimonio de Yarfoz (1986)
- Vendrán más años malos y nos harán más ciegos (1992)
- Non Olet (2002)
- El Geco (2005)
- Sobre la guerra (2007)
- God & Gun. Apuntes de polemología (2008)
- Guapo y sus isótopos (2009)
- Campo de retamas (2015)